# Machuanzi (sockenhuvudort i Kina, Jilin Sheng, lat 42,86, long 130,40)
Machuanzi är en sockenhuvudort i Kina. Den ligger i provinsen Jilin, i den nordöstra delen av landet, omkring 440 kilometer öster om provinshuvudstaden Changchun. Antalet invånare är 6 301. Befolkningen består av 2 985 kvinnor och 3 316 män. Barn under 15 år utgör 7,0 %, vuxna 15-64 år 82 %, och äldre över 65 år 10,0 %.
Runt Machuanzi är det ganska glesbefolkat, med 30 invånare per kvadratkilometer. Närmaste större samhälle är Hunchun, 3,2 km väster om Machuanzi. Trakten runt Machuanzi består till största delen av jordbruksmark.
Genomsnittlig årsnederbörd är 1 015 millimeter. Den regnigaste månaden är juli, med i genomsnitt 219 mm nederbörd, och den torraste är januari, med 8 mm nederbörd.